# Charte de la transition centrafricaine
Pour les articles homonymes, voir Charte de la transition.
Lire en ligne

Charte sur le site de l'université de Perpignan

Constitution centrafricaine du 27 décembre 2004 Constitution centrafricaine de 2015
La Charte de la transition centrafricaine de 2013 est Constitution provisoire appliquée de 2013 à 2016.

## Compléments